# Franco Citti
Franco Citti (Róma, 1935. április 23. – Róma, 2016. január 14.) olasz színész. 
Pier Paolo Pasolini fedezte fel a filmművészet számára, s elsősorban az ő filmjeiben nyújtott alakításaival írta be nevét a filmtörténetbe. Fivére, Sergio Citti (1933–2005) filmrendező-forgatókönyvíró szintén Pasolini barátja és közeli munkatársa volt.

## Pályafutása

### Pasolini és Citti

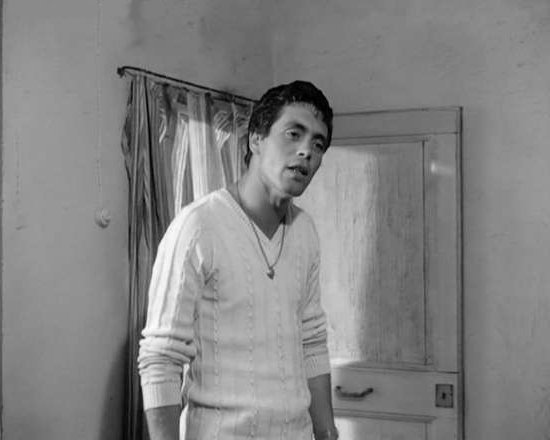
A csóró című Pasolini-filmben

Citti Róma külvárosában született, lumpenproletár családban. Apja többször volt börtönben, akárcsak fivére, Sergio. Pier Paolo Pasolini az 1950-es években Róma külvárosait járta, és ekkor ismerkedett meg a Citti fivérekkel is. Akkoriban még nem rendezett filmeket, hanem forgatókönyvíróként volt jelen a szakmában. Ő írta A vagányok éjszakája (La Notte brava, 1959) és az Ez történt Rómában (La Giornata balorda, 1960) című filmek forgatókönyveit, melyekben a főszereplők alakját tulajdonképpen Francóról mintázta. Épp ezért Cittit javasolta e két film főszerepére. A producerek és a rendező, Mauro Bolognini viszont hallani sem akartak a színészi tapasztalatokkal nem rendelkező Cittiről. Pasolini végül vele valósította meg saját első filmjét, A csórót (1961). Citti elképesztő hitelességgel keltette életre a lumpen főszereplőt, aki még saját gyermekét is meglopja, és végül éppen akkor éri halálos baleset, mikor elhatározza, hogy új életet kezd. Következő közös filmjükben, amely a Mamma Róma (1962) címet kapta, Citti a címszereplő stricijét alakítja, aki zsarolásával tönkreteszi az Anna Magnani játszotta hősnő életét. Meglepő módon ezután 5 évig semmilyen filmszerepet nem vállalt (vagy nem kapott). 1967-ben ismét egy Pasolini-filmben volt látható. A Szophoklész tragédiája nyomán készült Oidipusz király címszerepét formálta meg nagy drámai erővel. Utána a Magyarországon csak néhányszor vetített Disznóól következett, melyben az egyik kannibál szerepét kapta. Az Élet trilógiája filmjeiben Pasolini fontos karakterszerepeket bízott rá, ám ezek negatív figurák. (Érdekes, hogy míg Pasolini másik közeli barátja, Ninetto Davoli zömmel pozitív, vidám szereplőket alakított a rendező munkáiban, addig Citti mintha a művész másik, sötétebb énjének tükörképe lenne komor, hol tragikus, hol negatív figuráival.) A Dekameronban Ciappelletto szerepét játszotta, aki halála előtt hamisan gyón a jámbor barátnak, és ezzel eléri, hogy halála után szentként tiszteljék. A Canterbury mesékben az Ördögöt formálta meg, aki a kíméletlen adószedőt magával viszi a pokolba, hogy kitanítsa a szakma minden fortélyára. Az Ezeregyéjszaka virágaiban a démont alakította, aki rajtakapja a fiatal szerelmeseket, utána megöli a hűtlen lányt, aki addig az ő szeretője volt, majd majommá változtatja a csábító fiút.

### Pasolini nélkül
A csóró sikere nyomán mások is felfigyeltek Citti elementáris, ösztönös tehetségére. Az Egy erőszakos élet (1962) című film Pasolini forgatókönyve alapján készült, ebben Franco a főszerepet alakította. A francia film nagy öregje, Marcel Carné a Morzsa kismadaraknak (egyes forrásokban: A homlokzat mögött,1962) című kevéssé ismert filmjében bízott rá kisebb szerepet. Megtiszteltetés volt Sergio Corbucci filmjében, A legrövidebb napban (1962) szerepelnie, hiszen az olasz és a nemzetközi filmszakma számos kiválóságának lehetett partnere: Ciccio Ingrassia, Ugo Tognazzi, Philippe Leroy, Romolo Valli, Eduardo De Filippo, Totò, Renato Salvatori, David Niven, Massimo Girotti, Virna Lisi, Sylva Koscina, Anouk Aimée, Simone Signoret és sokan mások. A film azonban sajnos kínos fiaskónak bizonyult. Pasolini Oidipusz királya után indult be igazán a karrierje. Még ugyanabban az évben játszott Carlo Lizzani westernjében (Nyugodjatok békében!, 1967) Pasolini és Ninetto Davoli partnereként. Bűnügyi filmekben, westernekben, azóta már elfeledett drámákban szerepelt. Természetesen mikor fivére, Sergio Citti rendezni kezdett, Franco is szerepeket kapott nála: Ostia (1970), Bűnös történetek (1973), A kabin (1977), A zöldségleves (1981), Háromkirályok (1996). Francis Ford Coppola kisebb szerepet bízott rá A Keresztapa (1972) című világhírű filmjében: a figura a 3. részben (1990) visszatért. Pasolini halála (1975) után készült filmjei közül Elio Petri Todo modo (1976) című alkotását, valamint Bernardo Bertolucci A Hold (1979) című drámájában játszott epizódszerepét érdemes megemlíteni: ez utóbbi filmben egy homoszexuálist alakít, aki egy presszóban megpróbálja felcsípni a kamasz főszereplőt.

## Filmjei
- 1961: A csóró (Accattone)
- 1962: Mamma Róma (Mamma Roma)
- 1962: Egy erőszakos élet (Una vita violenta)
- 1962: Il giorno più corto
- 1962: Morzsa kismadaraknak / A homlokzat mögött (Du mouron pour les petits oiseaux)
- 1967: Nyugodjanak békében (Requiescant)
- 1967: Oidipusz király (Edipo re)
- 1968: Seduto alla sua destra
- 1968: Ammazzali tutti e torna solo
- 1969: Una ragazza di Praga
- 1969: Gli angeli del 2000
- 1969: Il magnaccio
- 1969: La legge dei gangsters
- 1969: Disznóól (Porcile)
- 1970: Ostia
- 1971: Dekameron (Il Decameron)
- 1971: La primera entrega
- 1972: A Keresztapa (The Godfather)
- 1972: Canterbury mesék (I racconti di Canterbury)
- 1973: Storie scellerate
- 1973: Ingrid sulla strada
- 1974: Macrò
- 1974: Storia de fratelli e de cortelli
- 1974: Az Ezeregyéjszaka virágai (Il fiore delle mille e una notte)
- 1975: Colpita da improvviso benessere
- 1976: Todo modo (rendezte: Elio Petri) ... M. sofőrje
- 1976: Puttana galera – colpo grosso al penitenziario
- 1976: Chi dice donna, dice donna (a Le signorina X című epizódban)
- 1976: Uomini si nasce poliziotti si muore
- 1977: La banda del trucido
- 1977: Roma l’altra faccia della violenza
- 1977: Gatto dagli occhi di giada
- 1977: Casotto
- 1977: A Keresztapa (The Godfather: A Novel for Television, tévésorozat)
- 1978: Yerma (tévéfilm)
- 1979: L’albero della maldicenza
- 1979: Addavenì quel giorno e quella sera (tévésorozat)
- 1979: A Hold (La luna)
- 1980: Eroina
- 1980: Ciao marziano
- 1980: La felicità (tévésorozat)
- 1981: Il minestrone
- 1983: A Fekete Villám visszatér (The Black Stallion returns)
- 1984: Das Martyrium des heiligen Sebastian  (tévéfilm)
- 1985: Sogni e bisogni (tévésorozat)
- 1986: La coda del diavolo
- 1987: Tutti in palestra (tévésorozat)
- 1988: Rosso di sera
- 1988: Kafka la colonia penale
- 1989: I promessi sposi (tévésorozat)
- 1990: Appuntamento in nero
- 1990: Il segreto
- 1990: A Keresztapa III. (The Godfather Part III)
- 1992: El infierno prometido
- 1994: La chance
- 1996: A polgármester (Il sindaco)
- 1996: Három vándor királyok (I magi randagi)
- 1997: Il miracolo di Sant’Oronzo (rövidfilm)
- 1997: Cartoni animati (rendező és forgatókönyvíró is!)
- 1998: A hírnév küszöbén (Le ragazze di Piazza di Spagna) (tévésorozat)
- 1999: E insieme vivremo tutte le stagioni

## BAFTA-díj
- 1963 jelölés A csóró (legjobb külföldi színész)